# Myosotis pusilla
Myosotis pusilla är en strävbladig växtart som beskrevs av Jean Loiseleur-Deslongchamps. Myosotis pusilla ingår i släktet förgätmigejer, och familjen strävbladiga växter. Inga underarter finns listade i Catalogue of Life.